# Иванова, Жанна Анатольевна
Жанна Анатольевна Иванова (14 октября 1969) — российская футболистка, защитница. Мастер спорта.

## Биография
Воспитанница СДЮШОР № 111 (Зеленоград). В 1992 году выступала во второй лиге России за московский «Локомотив», стала победительницей турнира и была включена в список 33-х лучших футболисток России под № 3. В 1993 году играла во втором дивизионе Швеции за «Бурленге». В 1994 году выступала в высшей лиге России за клуб-аутсайдер «Россия» (Хотьково).
Дальнейшая судьба неизвестна.